# Pandan Wangi (Jerowaru)
Pandan Wangi is een bestuurslaag in het regentschap Oost-Lombok van de provincie West-Nusa Tenggara, Indonesië. Pandan Wangi telt 8121 inwoners (volkstelling 2010).